# Autochloris flavipes
Autochloris flavipes är en fjärilsart som beskrevs av Max Wilhelm Karl Draudt 1915. Autochloris flavipes ingår i släktet Autochloris och familjen björnspinnare. Inga underarter finns listade i Catalogue of Life.